# Хесаре-Паин
Хесаре-Паин (перс. حصار پایین‎) — село на севере Ирана, в остане Тегеран. Входит в состав шахрестана Демавенд. Является частью дехестана (сельского округа) Терруд бахша Меркези.

## География
Село находится в восточной части остана, в долине реки Рудханейе-Демавенд, к югу от автодороги 79, на расстоянии приблизительно 1,5 километра (по прямой) к югу от города Демавенд, административного центра шахрестана. Абсолютная высота — 1812 метров над уровнем моря.

## Население
По данным переписи 2006 года население села составлял 421 человек (220 мужчин и 201 женщина). В Хесаре-Паине насчитывалось 109 домохозяйств. Уровень грамотности населения составлял 68,4 %. Уровень грамотности среди мужчин составлял 71,8 %, среди женщин — 64,7 %.
В 2016 году в селе имелось 224 домохозяйства и проживал 691 человек (361 мужчина и 324 женщины).